# Ameghinomya antiqua
Ameghinomya antiqua es una especie de molusco bivalvo de la familia Veneridae. Fue clasificado por Phillip Parker King en 1832; originalmente llamado Venus antiqua.

## Descripción y uso humano
Esta especie tiene dimorfismo sexual, las gónadas de la hembra son de color blanco y las del macho son de color naranja. Tiene un papel importante en la comunidad bentónica en la costa de Chile.

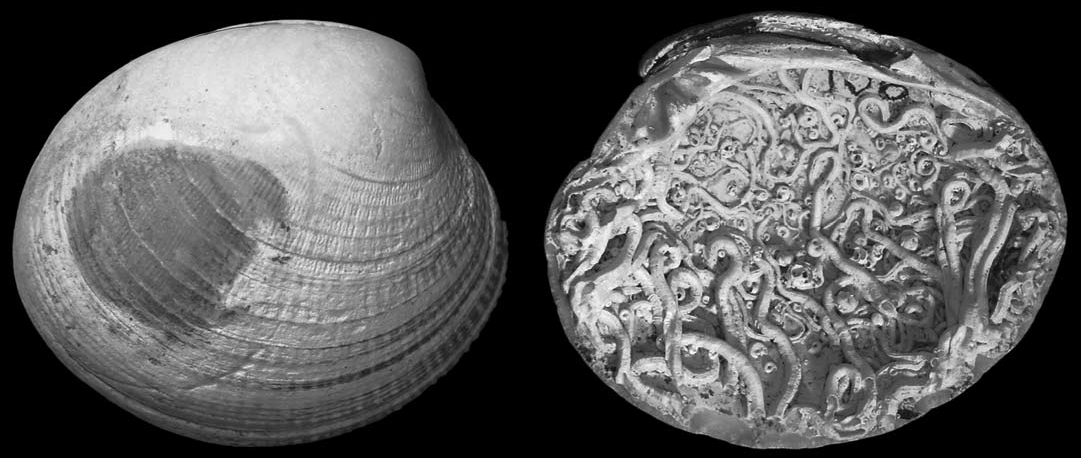
Valvas de Ameghinomya antiqua con marcas de epibiontes

Esta almeja es muy valiosa en el mercado, tanto en el área industrial y de artesanía, siendo unas de las especies más explotada en Chile.

## Usos humanos en el pasado
De acuerdo a la presencia de conchas de Ameghinomya antiqua en varios sitios concheros de la costa patagónica se infiere que fueron explotadas para su consumo a lo largo del Holoceno. Se los ha encontrado en la zona de la península Valdés y costa norte de la provincia del Chubut, la zona de Camarones y bahía Solano en la misma provincia. También son más comunes en sitios de la costa central del golfo San Jorge, y ya en Santa Cruz, se registraron algunos ejemplares en concheros de bahía del Oso Marino y cabo Guardián. En general, se los recuperó en bajas frecuencias, siendo complementarias al consumo de otras especies, como lapas (Nacella magellanica), mejillones (Mytilus chilensis) y las cholgas (Aulacomya atra). Su presencia en estos sitios es por la práctica del marisqueo en las costas cercanas y su descarte en torno a los lugares de vivienda.

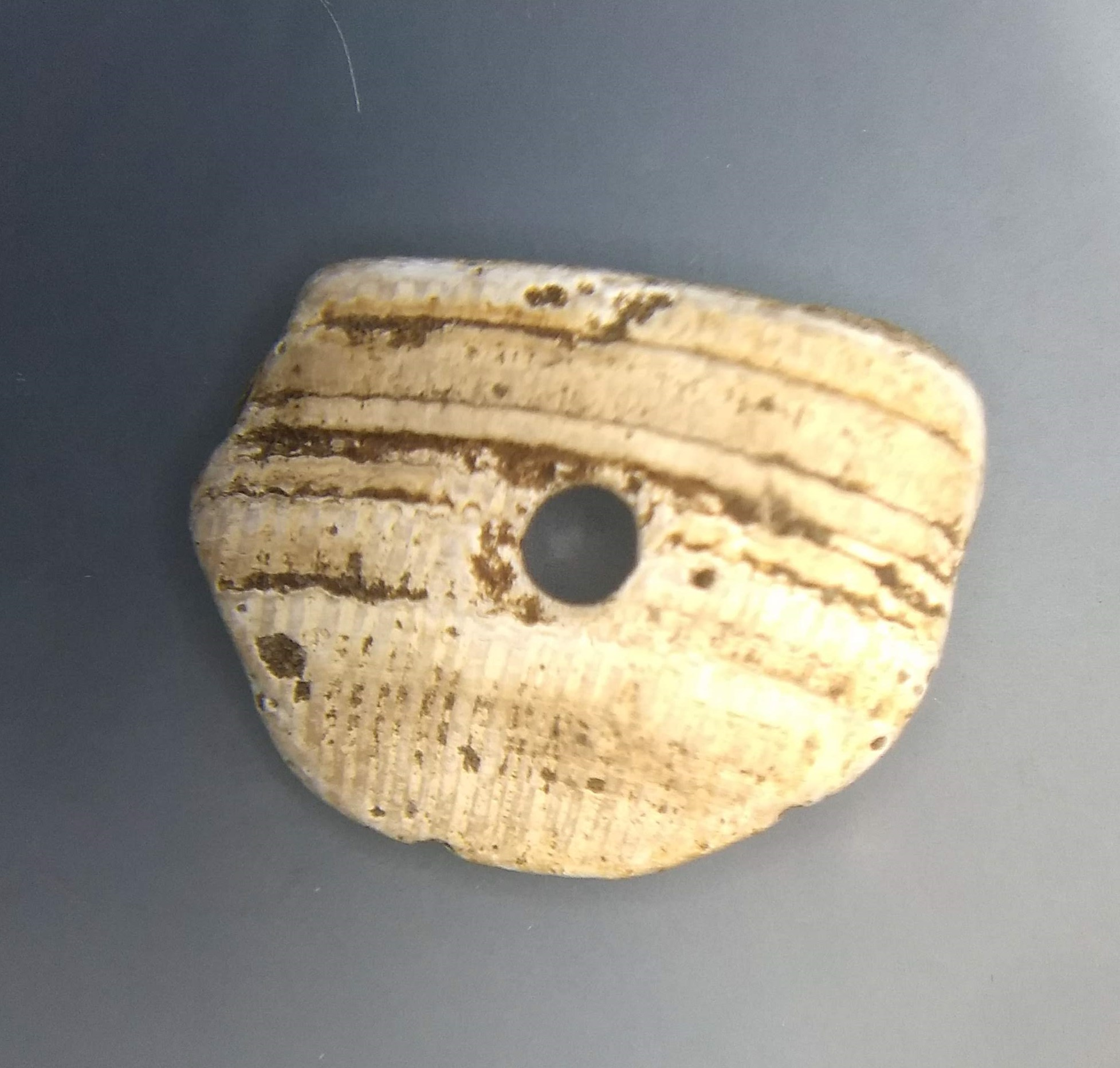
Cuenta de collar confeccionada sobre valva de Ameghinomya antiqua.